# Samu

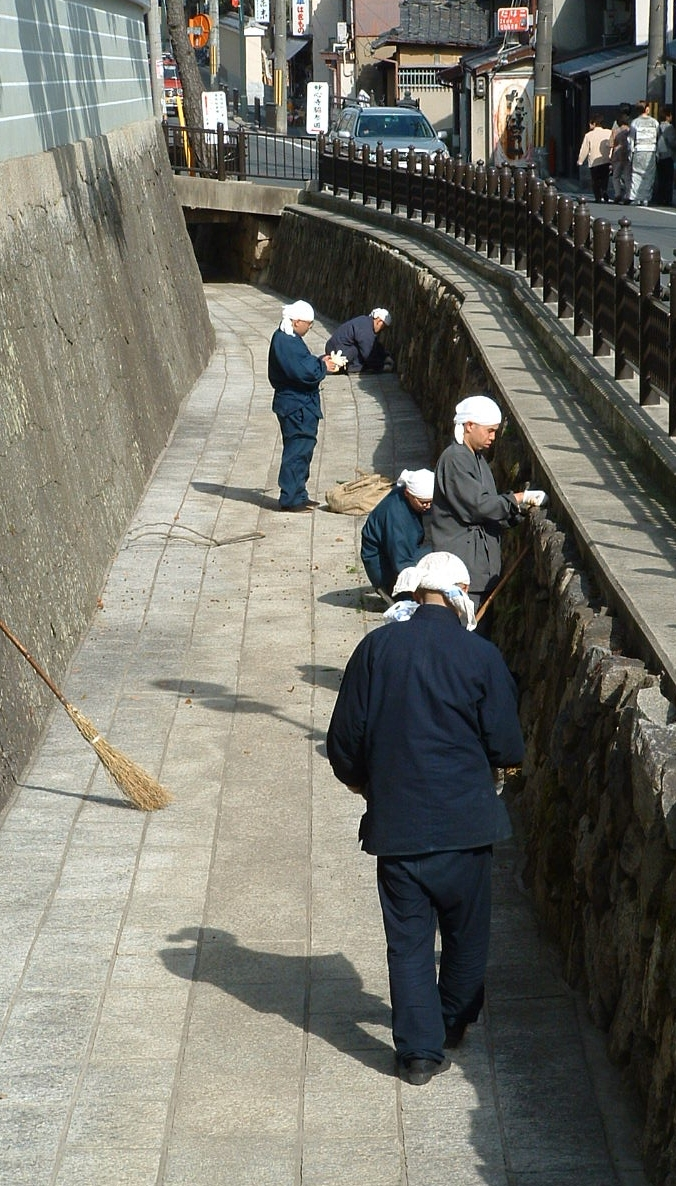
Monjos zen al temple de Myoshin-ji

Samu (作務 samu) fa referència a una feina física feta en plena consciència, com a pràctica espiritual. Podria incloure activitats com netejar, cuinar, tenir cura del jardí, o tallar fusta. És una manera de portar el mindfulness a la vida diària i també d'aconseguir que les tasques quedin fetes. És popular als monestirs zen, com una manera de mantenir el monestir i de practicar l'atenció plena.